# Inlands norra tingslag
Inlands norra tingslag var mellan 1928 och 1948 ett tingslag i Göteborgs och Bohus län i Inlands domsaga. Tingsplatser var till 1938 i Smedseröd och Grohed för att därefter vara i Stenungsund.
Tingslaget omfattade häraderna Inlands Nordre och Inlands Fräkne samt Hjärtums socken i Inlands Torpe härad. 
Tingslaget bildades 1928 av Inlands Nordre tingslag och Inlands Fräkne tingslag samt Hjärtums socken/landskommun. Tingslaget uppgick 1 januari 1948 i Inlands tingslag.